# كتاب التانغ القديم
كتاب التانغ القديم أو ببساطة كتاب التانغ، هو أول عمل تاريخي كلاسيكي عن سلالة تانغ الحاكمة، ويتألف من 200 فصل، وهو أحد كتب التاريخ الأربعة والعشرين الصينية [الإنجليزية]. جُمِع في الأصل خلال فترة السلالات الخمس والممالك العشر (القرن العاشر الميلادي)، ثم حل محله كتاب التانغ الجديد [الإنجليزية]، والذي جُمِع في سلالة سونغ الحاكمة، ولكنه استعاد قبوله لاحقًا.
كان المحرر المعتمد هو رئيس الوزراء ليو شو [الإنجليزية]، ولكن الجزء الأكبر من أعمال التحرير (إن لم يكن كل) قام به سلفه تشاو ينغ [الإنجليزية]. المؤلفون هم تشانغ تشاو وجيا وي (賈緯) وتشاو شي (趙熙).

## البناء
يتألف كتاب التانغ القديم من 200 مجلد. تحتوي المجلدات من 1 إلى 20 على سجلات أباطرة تانغ. يلاحظ تويتشيت أن التغطية على مر الزمن في السجلات كانت أكثر كثافة خلال فترة تانغ المبكرة والمتوسطة، بما في ذلك معلومات متفرقة للغاية في أواخر تانغ بعد عام 847.
تحتوي المجلدات من 21 إلى 50 على أطروحات، بما في ذلك الطقوس والموسيقى والتقويم وعلم الفلك والعناصر الخمسة والجغرافيا والمسؤولين والعربات والملابس والأدب والطعام والسلع والقانون. القسم الخاص بالطقوس (المجلدات من 21 إلى 27) هو الأطول والأكثر تفصيلاً، مما يوضح الأهمية النسبية الممنوحة للمسائل الاحتفالية. يتضمن هذا القسم أوصافًا لتصميم المعبد والتضحيات والمهرجانات. يحتوي القسم الخاص بالجغرافيا (المجلدات من 38 إلى 41) على وصف للإدارة الإقليمية لسلالة تانغ الحاكمة حوالي عام 752. يحتوي القسم الخاص بالمسؤولين (المجلدات 42-44) على وصف للنظام الإداري في عهد سلالة تانغ. ويحتوي القسم الخاص بالعناصر الخمسة (五行) على وصف للزلازل والفيضانات وغيرها من الأحداث الطبيعية.
تحتوي المجلدات 51-200 على محتوى متعلق بالسيرة الذاتية، بما في ذلك الإمبراطورات والزوجات (51-52)، والعائلات الإمبراطورية، والشعوب التي تسكن المناطق المجاورة لإمبراطورية تانغ (194-200).

## التاريخ
بدأ تجميع الكتاب عندما أمر الإمبراطور المؤسس لسلالة جين شي جينغتانغ [الإنجليزية] بتجميعه في عام 941. وكان رئيس التحرير الأصلي هو تشاو ينغ [الإنجليزية]، الذي كان أيضًا المستشار آنذاك. ومع ذلك، بحلول وقت اكتماله، أصبح ليو شو [الإنجليزية] مستشارًا وتولى عمل التنظيم؛ ونتيجة لذلك، قد اُعتُبر ليو شو [الإنجليزية] رئيس التحرير عندما قُدِّم العمل في عام 945 إلى الإمبراطور تشو جنغ [الإنجليزية].

نظرًا لكونه عملًا جُمِع بسرعة نسبيًا للتاريخ الرسمي، فإن كتاب تانغ القديم كان عبارة عن تجميع للحوليات السابقة، والتي فُقدَت الآن؛ كما أنه يضم دراسات وسير ذاتية أخرى، باستخدام مصادر، على سبيل المثال، تونغديان [الإنجليزية] لمؤلفه دو يو. غالبًا ما نُسخت هذه المصادر مباشرة من السجلات والتاريخ السابق، وكانت النتيجة لانتقادات شديدة خلال سلالة سونغ الشمالية؛ على سبيل المثال، وصف الإمبراطور رينزونغ من سونغ [الإنجليزية] الكتاب بأنه 
. وقد تضمنت هذه الأخطاء حتى السير الذاتية المكررة للشخصيات.
ونظرًا لهذه الانتقادات، كُلف أويويانج إكسيو وسونج تشي [الإنجليزية] في عام 1044 بتحرير تاريخ جديد لسلالة تانغ؛ فأنتجوا كتاب تانغ الجديد [الإنجليزية]. وبعد تقديم الكتاب الجديد، نفدت طبعة كتاب تانغ القديم الأصلي، وأصبح نادرًا جدًا على مر القرون. وفي عهد أسرة مينج، جُمعَت النسخ المتبقية ونُشر الكتاب مرة أخرى، ليصبح في النهاية أحد كتب التاريخ الأربعة والعشرين [الإنجليزية].

## مكة وبعثة النبي محمد
من الأشياء المثيرة للإعجاب بأن الكتاب يذكر أحداث بعثة النبي والأوضاع في مكة في تلك الفترة، وهذا يدل على اهتمام الصينيين بأحداث البعثة النبوية، وذلك بسبب أهمية العرب في طريقي الحرير البري، والبخور البحري بالنسبة للصينيين؛ وبهذا يشكل الكتاب كنزًا تاريخيًّا للمسلمين، ويعطي تفاصيل من نظرة محايدة، كما قد ذكر الكتاب سفارةً مسلمة للصين في عهد الخلافة الراشدة.